# Aboisso
Aboisso és una ciutat i un departament de la regió de Sud-Comoé, districte de Comoé, Costa d'Ivori. El 2014, la seva població era 307.852 habitants (el 1988 tenia 131.221 habitants i 6250 km²). Està dividit en les següents subprefectures: Aboisso, Adaou, Adjouan, Ayamé, Bianouan, Kouakro, Maféré, i Yaou.
La capital és la ciutat d'Aboisso amb 86.115 habitants el 2014 (11.828 el 1975) 
Fins a 1969 Costa d'Ivori estava dividida en sis departaments però en aquest any els sis foren suprimits i es van crear al seu lloc 24 departaments nous. El 1997 es va introduir la regió com a divisió de primer nivell i el departament va passar a segon nivell. El 1998 el departament d'Aboisso es va dividir en tres: Aboisso, Adiaké i Grand-Bassam. El 2011 es va introduir el districte com a primer nivell, passant la regió al segon i el departament a tercer.